# 我的未來不是夢 (蘇打綠+阿霈樂團翻唱)
《我的未來不是夢》是台灣獨立音樂樂團蘇打綠及阿霈樂團在2006年12月15日發行的公益單曲合輯，翻唱了台灣歌手張雨生的1988年出道作《我的未來不是夢》。限量5000張，現場每賣出一專輯即捐贈新台幣50元給兒童福利聯盟文教基金會。

## 曲目
| 曲序 | 曲目           | 主唱             |
| ---- | -------------- | ---------------- |
| 1.   | 我的未來不是夢 | 蘇打綠、阿霈樂團 |
| 2.   | 我的未來不是夢 | 蘇打綠           |
| 3.   | 我的未來不是夢 | 阿霈樂團         |

## 事件

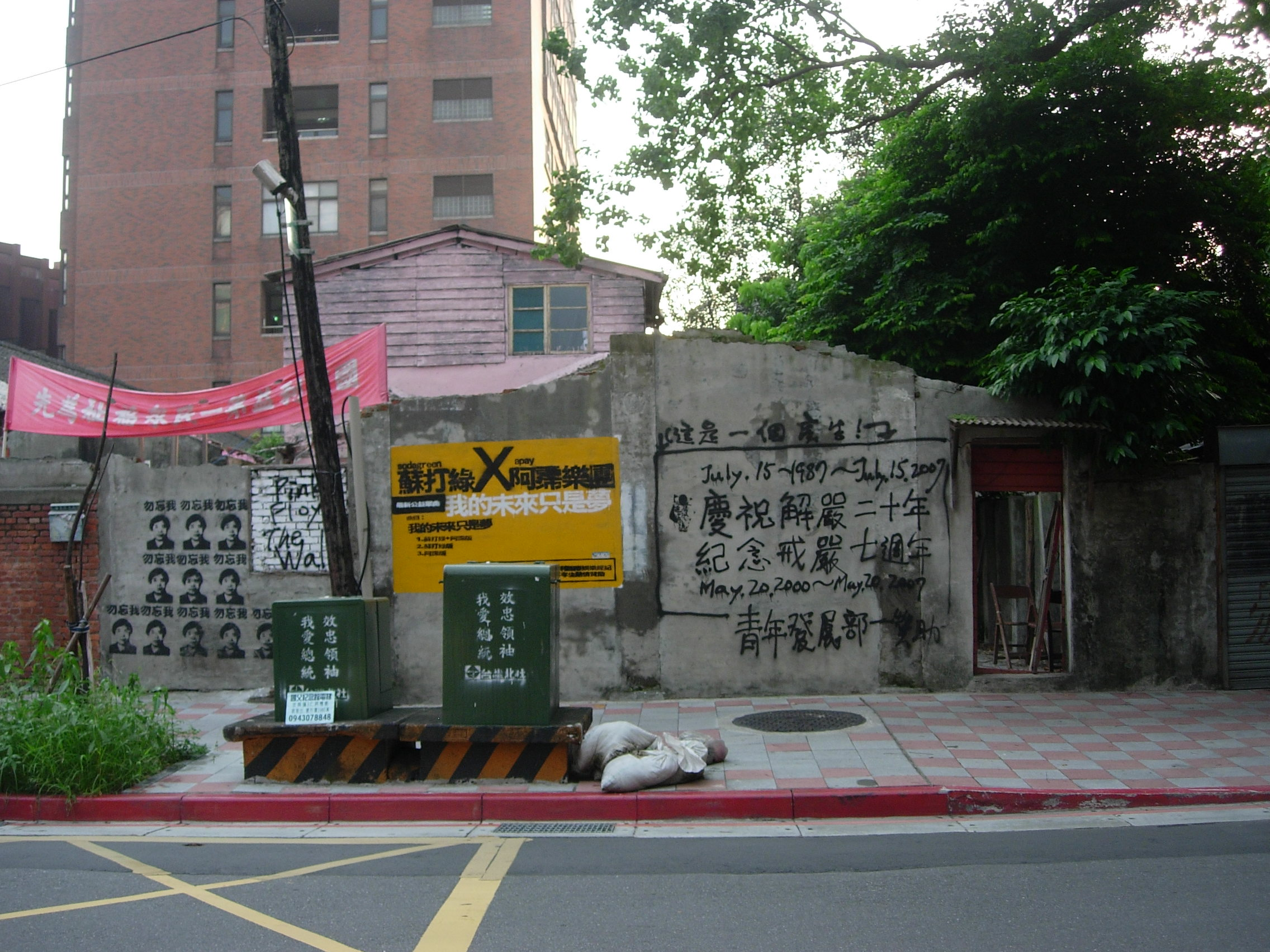
台北市敦南街「效忠領袖、我愛總統」塗鴉事件現場

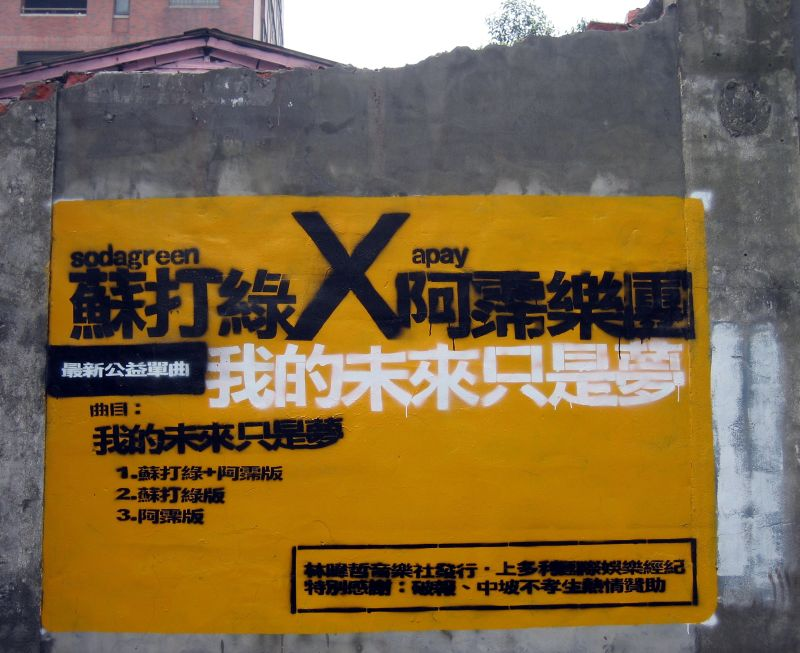
「蘇打綠╳阿霈樂團，我的未來只是夢」塗鴉作品

2007年7月，台北市和平東路國立台北教育大學附近的變電箱上，出現署名台灣北社的塗鴉；同一路段的圍牆上，則有另一則引用此曲和樂團名、署名「青年發展部贊助」的塗鴉；台北市政府環境保護局則要發函台灣北社與蘇打綠等，要求台灣北社以及兩個樂團說明此事。